# Puerto Cabello (municipalité)
Pour les articles homonymes, voir Puerto Cabello.
Puerto Cabello est l'une des quatorze municipalités de l'État de Carabobo au Venezuela. Son chef-lieu est Puerto Cabello. En 2011, la population s'élève à 182 493 habitants.

## Géographie

### Subdivisions
La municipalité est divisée en huit paroisses civiles, dont six urbaines constituant les divisions territoriales de la ville de Puerto Cabello, cette dernière constituant de facto leur capitale paroissiale et deux paroisse civiles non urbaines :
- 6 paroisses civiles urbaines :
  - Bartolomé Salóm ;
  - Democracia ;
  - Fraternidad ;
  - Goaigoaza ;
  - Juan José Flores ;
  - Unión ;
- 2 paroisses civiles non-urbaines avec, chacune à sa tête, une capitale (entre parenthèses) :
  - Borburata (Borburata) ;
  - Patanemo (Patanemo).